# The Voice Kids (3.ª temporada)
A terceira temporada do The Voice Kids, versão infantil do talent show brasileiro The Voice Brasil, aconteceu entre 7 de janeiro e 8 de Abril de 2018, transmitida pela Rede Globo. A temporada tem a apresentação de André Marques e Thalita Rebouças (nos bastidores) e conta com Carlinhos Brown, Claudia Leitte e Simone & Simaria como técnicos.
Na final do programa, ficaram Eduarda Brasil (Time Simone & Simaria), Mariah Yohana (Time Carlinhos Brown), Neto Junqueira (Time Claudia Leitte) e Talita Cipriano (Time Carlinhos Brown). A paraibana Eduarda Brasil, do time de Simone & Simaria, venceu a temporada com 40,51% dos votos. Pela primeira vez na história da franquia The Voice (Kids e adulto) no Brasil, um técnico tem duas integrantes de sua equipe na final, Mariah Yohana e Talita Cipriano, ambas do time de Carlinhos Brown.

## Técnicos e apresentadores
A terceira temporada do programa conta com um dos três técnicos das temporadas anteriores: Carlinhos Brown retorna como técnico enquanto Claudia Leitte e Simone & Simaria substituem Ivete Sangalo e Victor & Leo respectivamente. Já a apresentação fica sob o comando de André Marques e Thalita Rebouças nos bastidores.

## Episódios

### Episódio 1: Audições às Cegas, Parte 1 (7 de janeiro de 2018)
Legenda
| Ordem | Competidor            | Idade | Cidade               | Canção                          | Escolha dos técnicos e competidores | Escolha dos técnicos e competidores | Escolha dos técnicos e competidores |
| Ordem | Competidor            | Idade | Cidade               | Canção                          | Brown                               | Simone & Simaria                    | Claudia                             |
| ----- | --------------------- | ----- | -------------------- | ------------------------------- | ----------------------------------- | ----------------------------------- | ----------------------------------- |
| 1     | Guilherme Martinez    | 11    | Caraguatatuba, SP    | "Music and Me"                  | ✔                                   | ✔                                   | ✔                                   |
| 2     | Alerrandro Costa      | 11    | São Luís, MA         | "É o Amor"                      | ✔                                   | ✔                                   | —                                   |
| 3     | Ana Vitória           | 12    | Rio das Ostras, RJ   | "Casinha Branca"                | ✔                                   | —                                   | —                                   |
| 4     | Bia Rosa              | 9     | Rio de Janeiro, RJ   | "Sereia"                        | ✔                                   | ✔                                   | ✔                                   |
| 5     | Lúcia Muniz           | 14    | Montes Claros, MG    | "Moving On"                     | —                                   | ✔                                   | ✔                                   |
| 6     | Augusto Michel        | 12    | Tangará da Serra, MT | "Estrada da Vida"               | ✔                                   | ✔                                   | ✔                                   |
| 7     | Pedro Sousa           | 13    | Belém, PA            | "Oh Happy Day"                  | ✔                                   | ✔                                   | ✔                                   |
| 8     | Allyne Conrado        | 14    | Teresina, PI         | "Esse Tal de Roque Enrow"       | —                                   | —                                   | —                                   |
| 9     | Alane Freitas         | 10    | Natal, RN            | "Água de Beber"                 | ✔                                   | —                                   | —                                   |
| 10    | Rayane Lima           | 15    | Brasília, DF         | "Meu Violão e o Nosso Cachorro" | ✔                                   | ✔                                   | ✔                                   |
| 11    | Fabiana Moneró        | 12    | Rio de Janeiro, RJ   | "Will I See You"                | —                                   | —                                   | ✔                                   |
| 12    | Giovanna Khair        | 15    | Rio de Janeiro, RJ   | Bohemian Rhapsody               | ✔                                   | ✔                                   | ✔                                   |
| 13    | João Henrique         | 13    | Goiânia, GO          | "Que Sorte a Nossa"             | —                                   | —                                   | —                                   |
| 14    | Maria Clara & Mariana | 13/10 | Belo Horizonte, MG   | "Trevo (Tu)"                    | ✔                                   | —                                   | —                                   |

### Episódio 2: Audições às Cegas, Parte 2 (14 de janeiro de 2018)
| Ordem | Competidor            | Idade | Cidade               | Canção                                          | Escolha dos técnicos e competidores | Escolha dos técnicos e competidores | Escolha dos técnicos e competidores |
| Ordem | Competidor            | Idade | Cidade               | Canção                                          | Brown                               | Simone & Simaria                    | Claudia                             |
| ----- | --------------------- | ----- | -------------------- | ----------------------------------------------- | ----------------------------------- | ----------------------------------- | ----------------------------------- |
| 1     | Sofia Cordeiro        | 10    | Porto Alegre, RS     | "My Heart Will Go On"                           | ✔                                   | ✔                                   | ✔                                   |
| 2     | Kaique Bueno          | 12    | Indiavaí, MT         | "Pra Sempre Vou Te Amar (Forever by Your Side)" | ✔                                   | ✔                                   | ✔                                   |
| 3     | Maria Clara Rosis     | 11    | São Paulo, SP        | "Break Free"                                    | —                                   | —                                   | —                                   |
| 4     | Luis Henrique Schultz | 15    | Piratuba, SC         | "Vida Vazia"                                    | —                                   | ✔                                   | —                                   |
| 5     | Isadora Emer          | 12    | Rio de Janeiro, RJ   | "Mal de Mim"                                    | ✔                                   | ✔                                   | ✔                                   |
| 6     | Gabriel Ciríaco       | 13    | Parnamirim, RN       | "O Tempo não Para"                              | ✔                                   | ✔                                   | ✔                                   |
| 7     | Matheus Tavares       | 10    | Maringá, PR          | "Ainda Ontem Chorei de Saudade"                 | —                                   | —                                   | —                                   |
| 8     | Mel Chaves            | 12    | Belém, PA            | "Estúpido Cupido"                               | —                                   | —                                   | ✔                                   |
| 9     | Kayro Oliveira        | 10    | Caucaia, CE          | "Eu Só Quero Um Xodó"                           | ✔                                   | ✔                                   | —                                   |
| 10    | Matheus Loubet        | 11    | Campo Grande, MS     | "Bem Que Se Quis"                               | ✔                                   | —                                   | —                                   |
| 11    | Fernanda Ouro         | 15    | São Paulo, SP        | "Mercedes Benz"                                 | ✔                                   | ✔                                   | ✔                                   |
| 12    | Luan Gabriel          | 11    | Peruíbe, SP          | "Alô Porteiro"                                  | ✔                                   | ✔                                   | —                                   |
| 13    | Vivian Passos         | 12    | São João del-Rei, MG | "Onde Anda Você"                                | ✔                                   | —                                   | ✔                                   |
| 14    | Yasmim Giacomini      | 10    | Taubaté, SP          | "Fico Assim Sem Você"                           | ✔                                   | ✔                                   | ✔                                   |

### Episódio 3: Audições às Cegas, Parte 3 (21 de janeiro de 2018)
| Ordem | Competidor        | Idade | Cidade                   | Canção                      | Escolha dos técnicos e competidores | Escolha dos técnicos e competidores | Escolha dos técnicos e competidores |
| Ordem | Competidor        | Idade | Cidade                   | Canção                      | Brown                               | Simone & Simaria                    | Claudia                             |
| ----- | ----------------- | ----- | ------------------------ | --------------------------- | ----------------------------------- | ----------------------------------- | ----------------------------------- |
| 1     | Neto Junqueira    | 14    | Catanduva, SP            | "Use Somebody"              | ✔                                   | ✔                                   | ✔                                   |
| 2     | Mariah Yohana     | 9     | João Pessoa, PB          | "É de Chocolate"            | ✔                                   | ✔                                   | ✔                                   |
| 3     | Nati Limma        | 14    | Rio de Janeiro, RJ       | "Lilás"                     | —                                   | ✔                                   | —                                   |
| 4     | Tuca Almeida      | 12    | Campo Grande, MS         | "Price Tag"                 | —                                   | —                                   | —                                   |
| 5     | Guilherme Porto   | 15    | Alegrete, RS             | "Romântico Anônimo"         | ✔                                   | —                                   | —                                   |
| 6     | Jennifer Campos   | 13    | Praia Grande, SP         | "Conquistando o Impossível" | ✔                                   | ✔                                   | ✔                                   |
| 7     | Marcos Prata      | 14    | Estância, SE             | "Não Aprendi a Dizer Adeus" | —                                   | —                                   | ✔                                   |
| 8     | Nandinha Francine | 12    | Nova Iguaçu, RJ          | "Cheguei"                   | —                                   | —                                   | —                                   |
| 9     | Gustavo Dezani    | 12    | Iacri, SP                | "É Com Ela Que Eu Estou"    | —                                   | ✔                                   | —                                   |
| 10    | Ranna Andrade     | 12    | Guarabira, PB            | "Porto Solidão"             | ✔                                   | —                                   | —                                   |
| 11    | Ana Julia         | 12    | Curitiba, PR             | "Era uma vez"               | —                                   | ✔                                   | —                                   |
| 12    | Eduarda Brasil    | 15    | São José de Piranhas, PB | "Forró do Xenhenhem"        | ✔                                   | ✔                                   | ✔                                   |
| 13    | Clara Alves       | 14    | Marmelópolis, MG         | "Não Precisa"               | —                                   | —                                   | —                                   |
| 14    | Felipe Machado    | 15    | São Paulo, SP            | "Sapato Velho"              | ✔                                   | —                                   | —                                   |
| 15    | Morgana           | 15    | Japaratuba, SE           | "Hey Jude"                  | ✔                                   | ✔                                   | ✔                                   |

### Episódio 4: Audições às Cegas, Parte 4 (28 de janeiro de 2018)
| Ordem | Competidor             | Idade | Cidade                        | Canção                 | Escolha dos técnicos e competidores | Escolha dos técnicos e competidores | Escolha dos técnicos e competidores |
| Ordem | Competidor             | Idade | Cidade                        | Canção                 | Brown                               | Simone & Simaria                    | Claudia                             |
| ----- | ---------------------- | ----- | ----------------------------- | ---------------------- | ----------------------------------- | ----------------------------------- | ----------------------------------- |
| 1     | Letícia Alves          | 11    | Águas Claras, DF              | "I Want You Back"      | ✔                                   | ✔                                   | ✔                                   |
| 2     | Matheus Laurindo       | 13    | São Paulo, SP                 | "Evidências"           | —                                   | ✔                                   | —                                   |
| 3     | Larissa & Isabela      | 9/11  | Curitiba, PR                  | "Ursinho Pimpão"       | ✔                                   | ✔                                   | ✔                                   |
| 4     | Guyllerson Dias        | 12    | Campo Grande, MS              | "Mercedita"            | —                                   | —                                   | —                                   |
| 5     | Amanda Carregaro       | 15    | Angélica, MS                  | "Muito Pouco"          | —                                   | —                                   | ✔                                   |
| 6     | Arthur Rodrigues       | 15    | Governador Valadares, MG      | "Mais Uma de Amor"     | ✔                                   | —                                   | —                                   |
| 7     | Talita Cipriano        | 14    | São Paulo, SP                 | "Fim de Tarde"         | ✔                                   | ✔                                   | ✔                                   |
| 8     | Yohanna Vale           | 14    | Manaus, AM                    | "Trem Bala"            | —                                   | —                                   | —                                   |
| 9     | João Guilherme         | 10    | Santo Antônio do Sudoeste, PR | "See You Again"        | ✔                                   | —                                   | ✔                                   |
| 10    | Valentina Roman        | 12    | Arvorezinha, RS               | "Vilarejo"             | ✔                                   | —                                   | —                                   |
| 11    | Arthur Guilherme Secco | 10    | Capinzal, SC                  | "Será que foi saudade" | ✔                                   | ✔                                   | ✔                                   |
| 12    | Maria Klink            | 13    | Santo André, SP               | "When We Were Young"   | —                                   | —                                   | —                                   |
| 13    | Nicolas Silva          | 15    | Pedrão, BA                    | "As Rosas Não Falam"   | ✔                                   | —                                   | —                                   |
| 14    | Lorenzo Fortes         | 13    | Manaus, AM                    | "Fantasma"             | —                                   | ✔                                   | —                                   |
| 15    | Ludmilla Bruck         | 12    | Itambacuri, MG                | "A Lenda"              | —                                   | —                                   | ✔                                   |

### Episódio 5: Audições às Cegas, Parte 5 (4 de fevereiro de 2018)
| Ordem | Competidor         | Idade | Cidade                      | Canção                  | Escolha dos técnicos e competidores | Escolha dos técnicos e competidores | Escolha dos técnicos e competidores |
| Ordem | Competidor         | Idade | Cidade                      | Canção                  | Brown                               | Simone & Simaria                    | Claudia                             |
| ----- | ------------------ | ----- | --------------------------- | ----------------------- | ----------------------------------- | ----------------------------------- | ----------------------------------- |
| 1     | Victor Hugo        | 12    | Rio de Janeiro, RJ          | "I Have Nothing"        | ✔                                   | ✔                                   | ✔                                   |
| 2     | Giovanna Alvarenga | 10    | Campo Belo, MG              | "Flor do Reggae"        | ✔                                   | —                                   | —                                   |
| 3     | Jhony Wlad         | 14    | Belém, PA                   | "Vidinha de Balada"     | ✔                                   | ✔                                   | —                                   |
| 4     | Maria Clara        | 9     | Boa Esperança, MG           | "Era uma vez"           | —                                   | —                                   | —                                   |
| 5     | Victória Andrade   | 15    | Ladário, MS                 | "Someone Like You"      | —                                   | ✔                                   | —                                   |
| 6     | Claudia Zanetti    | 15    | Vila Velha, ES              | "Girl On Fire"          | ✔                                   | ✔                                   | ✔                                   |
| 7     | Dudu Marodin       | 12    | Ibaiti, PR                  | "Memórias"              | —                                   | —                                   | ✔                                   |
| 8     | Eduarda Back       | 14    | Marechal Cândido Rondon, PR | "Se o Amor Tiver Lugar" | —                                   | ✔                                   | —                                   |
| 9     | Luma Sobral        | 12    | Salvador, BA                | "I Dreamed a Dream"     | —                                   | —                                   | ✔                                   |
| 10    | Gabriela Girio     | 15    | Ribeirão Preto, SP          | "Tempos Modernos"       | —                                   | —                                   | —                                   |
| 11    | Lorena Fiori       | 10    | Rio de Janeiro, RJ          | "Flashlight"            | —                                   | ✔                                   | ✔                                   |
| 12    | Daniel Arthur      | 10    | Marília, SP                 | "Flores"                | ✔                                   | —                                   | —                                   |
| 13    | Nicolle Castro     | 13    | Rio de Janeiro, RJ          | "Tudo pode Mudar"       | ✔                                   | —                                   | ✔                                   |
| 14    | Guga Lima          | 13    | Belém, PA                   | "Amanheceu"             | ✔                                   | ✔                                   | ✔                                   |

### Episódio 6: Audições às Cegas, Parte 6 (11 de fevereiro de 2018)
| Ordem | Competidor        | Idade | Cidade                       | Canção                     | Escolha dos técnicos e competidores | Escolha dos técnicos e competidores | Escolha dos técnicos e competidores |
| Ordem | Competidor        | Idade | Cidade                       | Canção                     | Brown                               | Simone & Simaria                    | Claudia                             |
| --- | ----------------- | ----- | ---------------------------- | -------------------------- | ----------------------------------- | ----------------------------------- | ----------------------------------- |
| 1 | Izabela Góis      | 11    | Funilândia, MG               | "As Quatro Estações"       | —                                   | —                                   | ✔                                   |
| 2 | Victor Hugo Dias  | 14    | Limeira, SP                  | "Madrid"                   | ✔                                   | ✔                                   | —                                   |
| 3 | Felipe Gaspar     | 12    | São Paulo, SP                | "A Flor e o Beija-Flor"    | —                                   | ✔                                   | —                                   |
| 4 | Isadora Gomes     | 14    | Rio de Janeiro, RJ           | "Espelhos D'Agua"          | —                                   | —                                   | —                                   |
| 5 | Sabrina Santos    | 13    | Barra do Mendes, BA          | "Nada Mais"                | ✔                                   | —                                   | —                                   |
| 6 | Maiara Morena     | 14    | Rio de Janeiro, RJ           | "Não Deixe o Samba morrer" | ✔                                   | ✔                                   | ✔                                   |
| 7 | Pedro Borges      | 13    | Sorriso, MT                  | "Se Deus me ouvisse"       | —                                   | —                                   | —                                   |
| 8 | Gio Ventura       | 13    | São Paulo, SP                | "Feeling Good"             | ✔                                   | —                                   | ✔                                   |
| 9 | João Manoel       | 13    | Pitangueiras, SP             | "Te Assumi pro Brasil"     | —                                   | ✔                                   | —                                   |
| 10 | Mariana Ribeiro   | 14    | Montes Claros, MG            | "Maria Maria"              | ✔                                   | —                                   | ✔                                   |
| 11 | Rebeca Marques    | 11    | Turvelândia, GO              | "Romaria"                  | —                                   | —                                   | ✔                                   |
| 12 | Livia Bernarde    | 13    | Campinas, SP                 | "Além do Arco Iris"        | ✔                                   | ✔                                   | ✔                                   |
| 13 | Julia Costa       | 11    | Santa Cruz do Capibaribe, PE | "Retrato da Vida"          | ✔                                   | Time completo                       | ✔                                   |
| 14 | Arthur Staphanato | 14    | Cachoeiro do Itapemirim, ES  | "Se Você Pensa"            | —                                   | Time completo                       | Time completo                       |
| 15 | Poliana Guaratuba | 12    | Guaratuba, PR                | "Eu Sei de Cor"            | ✔                                   | Time completo                       | Time completo                       |
| Designação "N/A" em "Escolha dos técnicos e competidores" significa que o time do técnico já estava completo |                   |       |                              |                            |                                     |                                     |                                     |

### Episódios 7 a 9: Batalhas (18 de fevereiro a 4 de março de 2018)
Legenda
Performances
- "Carnaval" - Claudia Leitte
- "Houve" - Carlinhos Brown
- "Paga de Solteiro Feliz" - Simone & Simaria

| Episódio | Técnico          | Ordem | Vencedor(es)          | Canção                                | Eliminados             | Eliminados        |
| -------- | ---------------- | ----- | --------------------- | ------------------------------------- | ---------------------- | ----------------- |
| 7        | Claudia Leitte   | 1     | Pedro Sousa           | "Photograph"                          | João Guilherme         | Kaique Bueno      |
| 7        | Simone & Simaria | 2     | Eduarda Brasil        | "126 Cabides"                         | Rayane Lima            | Victória Andrade  |
| 7        | Carlinhos Brown  | 3     | Daniel Arthur         | "Marvin Gaye"                         | Matheus Loubet         | Valentina Roman   |
| 7        | Claudia Leitte   | 4     | Yasmim Giacomini      | "Pra Ver Se Cola"                     | Bia Rosa               | Julia Costa       |
| 7        | Carlinhos Brown  | 5     | Ranna Andrade         | "Deixo"                               | Poliana Guaratuba      | Sabrina Santos    |
| 7        | Simone & Simaria | 6     | Luis Henrique Schultz | "Louca de Saudade"                    | Lorenzo Fortes         | Victor Hugo Dias  |
| 7        | Carlinhos Brown  | 7     | Maria Clara & Mariana | "A Fórmula do Amor"                   | Ana Vitória            | Vivian Passos     |
| 7        | Simone & Simaria | 8     | Augusto Michel        | "Fogão de Lenha"                      | Jhony Wlad             | Matheus Laurindo  |
|          |                  |       |                       |                                       |                        |                   |
| 8        | Carlinhos Brown  | 1     | Maiara Morena         | "Joga Fora"                           | Claudia Zanetti        | Nicolas Silva     |
| 8        | Simone & Simaria | 2     | Luan Gabriel          | "Todo Azul do Mar"                    | Guga Lima              | Nati Limma        |
| 8        | Claudia Leitte   | 3     | Fabiana Moneró        | "Tudo Diferente"                      | Luma Sobral            | Mel Chaves        |
| 8        | Simone & Simaria | 4     | Gustavo Dezani        | "Tristeza do Jeca"                    | Arthur Guilherme Secco | Kayro Oliveira    |
| 8        | Claudia Leitte   | 5     | Fernanda Ouro         | "Dangerous Woman"                     | Morgana                | Nicolle Castro    |
| 8        | Carlinhos Brown  | 6     | Felipe Machado        | "Pro Dia Nascer Feliz"                | Arthur Rodrigues       | Guilherme Porto   |
| 8        | Simone & Simaria | 7     | Jennifer Campos       | "Fica"                                | Ana Julia              | Lorena Fiori      |
| 8        | Claudia Leitte   | 8     | Neto Junqueira        | "Rude"                                | Dudu Marodin           | Gabriel Ciríaco   |
|          |                  |       |                       |                                       |                        |                   |
| 9        | Carlinhos Brown  | 1     | Talita Cipriano       | "Signed, Sealed, Delivered I'm Yours" | Gio Ventura            | Giovanna Khair    |
| 9        | Claudia Leitte   | 2     | Victor Hugo           | "Meu Mundo e Nada Mais"               | Guilherme Martinez     | Marcos Prata      |
| 9        | Simone & Simaria | 3     | Livia Bernade         | "Sorry Not Sorry"                     | Eduarda Back           | Lúcia Muniz       |
| 9        | Carlinhos Brown  | 4     | Mariah Yohana         | ''Narizinho''                         | Alane Freitas          | Larissa & Isabela |
| 9        | Claudia Leitte   | 5     | Rebeca Marques        | ''Eu Amei Te Ver''                    | Izabela Góis           | Letícia Alves     |
| 9        | Simone & Simaria | 6     | Felipe Gaspar         | "Cê Que Sabe"                         | Alerrandro Costa       | João Manoel       |
| 9        | Claudia Leitte   | 7     | Amanda Carregaro      | "Mais uma Vez"                        | Ludmila Bruck          | Mariana Ribeiro   |
| 9        | Carlinhos Brown  | 8     | Giovanna Alvarenga    | "Holiday"                             | Isadora Emer           | Sofia Cordeiro    |

### Episódio 10: Shows ao vivo - Oitavas de Final, Parte 1 (11 de março de 2018)
Legenda
| Ordem | Técnico          | Competidor      | Canção                  | Resultado             |
| ----- | ---------------- | --------------- | ----------------------- | --------------------- |
| 1     | Simone & Simaria | Augusto Michel  | "Fui Fiel''             | Salvo pelas técnicas  |
| 2     | Simone & Simaria | Eduarda Brasil  | "Baião"                 | Voto do público (54%) |
| 3     | Simone & Simaria | Felipe Gaspar   | "Ta Vendo Aquela Lua"   | Eliminado             |
| 4     | Simone & Simaria | Jennifer Campos | "Saber Quem Sou"        | Eliminada             |
| 5     | Claudia Leitte   | Fabiana Moneró  | "How Can I Go On"       | Voto do público (38%) |
| 6     | Claudia Leitte   | Fernanda Ouro   | "I Say a Little Prayer" | Salva pela técnica    |
| 7     | Claudia Leitte   | Rebeca Marques  | "Majestade, o Sabiá"    | Eliminada             |
| 8     | Claudia Leitte   | Victor Hugo     | "Não Quero Mais         | Eliminado             |
| 9     | Carlinhos Brown  | Daniel Arthur   | "This Love"             | Eliminado             |
| 10    | Carlinhos Brown  | Felipe Machado  | "Como Uma Onda"         | Eliminado             |
| 11    | Carlinhos Brown  | Mariah Yohana   | "Uni Duni Tê"           | Voto do público (52%) |
| 12    | Carlinhos Brown  | Talita Cipriano | "Esse Brilho é Meu"     | Salva pelo técnico    |

### Episódio 11: Shows ao vivo - Oitavas de Final, Parte 2 (18 de março de 2018)
| Ordem | Técnico          | Competidor            | Canção                                 | Resultado             |
| ----- | ---------------- | --------------------- | -------------------------------------- | --------------------- |
| 1     | Claudia Leitte   | Amanda Carregaro      | "Long Live"                            | Eliminada             |
| 2     | Claudia Leitte   | Neto Junqueira        | "Do Seu Lado"                          | Voto do público (50%) |
| 3     | Claudia Leitte   | Pedro Sousa           | "Noite do Prazer"                      | Salvo pela técnica    |
| 4     | Claudia Leitte   | Yasmin Giacomini      | "Não é Proibido"                       | Eliminada             |
| 5     | Carlinhos Brown  | Giovanna Alvarenga    | "Whisky a Go Go"                       | Eliminada             |
| 6     | Carlinhos Brown  | Maiara Morena         | "É Hoje"                               | Salva pelo técnico    |
| 7     | Carlinhos Brown  | Maria Clara & Mariana | "La Bamba"                             | Eliminadas            |
| 8     | Carlinhos Brown  | Ranna Andrade         | "No Meu Coração Você Vai Sempre Estar" | Voto do público (45%) |
| 9     | Simone & Simaria | Gustavo Dezani        | "Sorte Que Cê Beija Bem"               | Eliminado             |
| 10    | Simone & Simaria | Livia Bernade         | "Havana"                               | Salva pelas técnicas  |
| 11    | Simone & Simaria | Luan Gabriel          | "Coração Apertado"                     | Eliminado             |
| 12    | Simone & Simaria | Luis Henrique Schultz | "Regime Fechado"                       | Voto do público (33%) |

### Episódio 12: Shows ao vivo - Quartas de Final (25 de março de 2018)
| Ordem | Técnico          | Competidor            | Canção                                           | Resultado             |
| ----- | ---------------- | --------------------- | ------------------------------------------------ | --------------------- |
| 1     | Simone & Simaria | Augusto Michel        | "Enamorado"                                      | Eliminado             |
| 2     | Simone & Simaria | Eduarda Brasil        | "Isso Aqui Tá Bom Demais"                        | Voto do público (53%) |
| 3     | Simone & Simaria | Livia Bernade         | "There´s Nothing Holding Me Back"                | Salva pelas técnicas  |
| 4     | Simone & Simaria | Luis Henrique Schultz | "Tudo Que Você Quiser"                           | Salvo pelas técnicas  |
| 5     | Claudia Leitte   | Fabiana Moneró        | "Dancin' Days"                                   | Salva pela técnica    |
| 6     | Claudia Leitte   | Fernanda Ouro         | "Amor, Meu Grande Amor"                          | Eliminada             |
| 7     | Claudia Leitte   | Neto Junqueira        | "O Que Sobrou do Céu"                            | Voto do público (54%) |
| 8     | Claudia Leitte   | Pedro Sousa           | "Se Eu Quiser Falar com Deus"                    | Salvo pela técnica    |
| 9     | Carlinhos Brown  | Maiara Morena         | "Circle of Life"                                 | Eliminada             |
| 10    | Carlinhos Brown  | Mariah Yohana         | "Biquíni de Bolinha Amarelinha Tão Pequenininho" | Voto do público (40%) |
| 11    | Carlinhos Brown  | Ranna Andrade         | "Só Você"                                        | Salva pelo técnico    |
| 12    | Carlinhos Brown  | Talita Cipriano       | "The Greatest Love Of All"                       | Salva pelo técnico    |

### Episódio 13: Shows ao vivo - Semifinal (1 de abril de 2018)
Legenda
| Ordem | Técnico          | Competidor            | Canção                            | Resultado (pontos) | Resultado (pontos) | Resultado (pontos) |
| Ordem | Técnico          | Competidor            | Canção                            | Público            | Técnico            | Total              |
| ----- | ---------------- | --------------------- | --------------------------------- | ------------------ | ------------------ | ------------------ |
| 1     | Carlinhos Brown  | Mariah Yohana         | "Depende de Nós"                  | 45                 | 0                  | 451                |
| 2     | Carlinhos Brown  | Ranna Andrade         | "Como é Grande Meu Amor Por Você" | 30                 | 0                  | 30                 |
| 3     | Carlinhos Brown  | Talita Cipriano       | "Crazy"                           | 25                 | 20                 | 45                 |
| 4     | Simone & Simaria | Eduarda Brasil        | "Feira de Mangaio"                | 63                 | 20                 | 83                 |
| 5     | Simone & Simaria | Livia Bernarde        | "Cheguei Pra Te Amar"             | 9                  | 0                  | 9                  |
| 6     | Simone & Simaria | Luis Henrique Schultz | "Linda Demais"                    | 28                 | 0                  | 28                 |
| 7     | Claudia Leitte   | Fabiana Moneró        | "Wrecking Ball"                   | 16                 | 0                  | 16                 |
| 8     | Claudia Leitte   | Neto Junqueira        | "Diz Pra Mim"                     | 43                 | 20                 | 63                 |
| 9     | Claudia Leitte   | Pedro Sousa           | "We Are The Champions"            | 41                 | 0                  | 41                 |

| Ordem | Artistas                                               | Canção            |
| ----- | ------------------------------------------------------ | ----------------- |
| 1     | Técnicos e semifinalistas                              | "Pega na Mentira" |
| 2     | Mariah Yohana, Ranna Andrade e Talita Cipriano         | "Mais Ninguém"    |
| 3     | Eduarda Brasil, Livia Bernarde e Luis Henrique Schultz | "Ciúme"           |
| 4     | Fabiana Moneró, Neto Junqueira e Pedro Sousa           | "Maladragem"      |

↑1  A participante Mariah Yohana, eliminada na semifinal, retornou a competição devido a uma análise mais detalhada sobre as casas decimais da apuração dos votos da votação e a emissora fez o comunicado através do portal Gshow. Sendo a primeira vez na franquia The Voice (Kids e adulto) no Brasil que um técnico terá duas participantes de sua equipe na final.

### Episódio 14: Shows ao vivo - Final (8 de abril de 2018)
Legenda
| Técnico          | Competidor      | Ordem | Canção Solo    | Ordem | Canção do Dueto                               | Ordem | Canção Solo               | Resultado          |
| ---------------- | --------------- | ----- | -------------- | ----- | --------------------------------------------- | ----- | ------------------------- | ------------------ |
| Simone & Simaria | Eduarda Brasil  | 1     | "Frevo Mulher" | 5     | "Chorando Se Foi" (com Simone & Simaria)      | 8     | "Lamento Sertanejo"       | Vencedora (40,51%) |
| Carlinhos Brown  | Mariah Yohana   | 2     | "Piuí Abacaxi" | 7     | "Ainda Lembro" (com Carlinhos Brown e Talita) | 9     | "Não Se Reprima"          | Finalista          |
| Claudia Leitte   | Neto Junqueira  | 3     | "Papo Reto"    | 6     | "Bola de Sabão" (com Claudia Leitte)          | 10    | "Smells Like Teen Spirit" | Finalista          |
| Carlinhos Brown  | Talita Cipriano | 4     | "Jeito Sexy"   | 7     | "Ainda Lembro" (com Carlinhos Brown e Mariah) | 11    | "The Voice Within"        | Finalista          |

| Ordem | Artistas                                                        | Canção                       |
| ----- | --------------------------------------------------------------- | ---------------------------- |
| 1     | Neto Junqueira, Gabriel Ciríaco e João Guilherme                | "Is This Love"               |
| 2     | Carlinhos Brown                                                 | "Faraó (Divindade do Egito)" |
| 3     | Mariah Yohana, Talita Cipriano, Claudia Zanetti e Maiara Morena | "Acima do Sol"               |
| 4     | Simone & Simaria                                                | "Loka"                       |
| 5     | Finalistas                                                      | "Sonífera Ilha"              |
| 6     | Rafa Gomes, Flávia Scanuffo e Thomas Machado                    | "Broto Legal"                |
| 7     | Eduarda Brasil, Alerrandro Costa e Kayro Oliveira               | "Eu me Amarrei"              |
| 8     | Claudia Leitte                                                  | "Saiba"                      |
| 9     | Finalistas                                                      | "Será"                       |
| 10    | Vencedora: Eduarda Brasil                                       | "Forró do Xenhenhem"         |

## Resultados
Legenda
Times
| - Time Brown - Time Simone & Simaria - Time Claudia |

Detalhes dos resultados
| - Vencedor - Finalista - Artista foi salvo pelo voto do público - Artista foi salvo pelo seu técnico - Artista não se apresentou - Artista foi eliminado - Artista avançou para a final da temporada - Artista foi eliminado na fase anterior mas retornou à competição e avançou para a final da temporada - Artista recebeu menos pontos e foi eliminado |

| Artista | Artista               | Semana 1  | Semana 2              | Semana 3              | Semana 4              | Semana 5              |
| ------- | --------------------- | --------- | --------------------- | --------------------- | --------------------- | --------------------- |
|         | Eduarda Brasil        | Salva     |                       | Salva                 | Salva                 | Vencedora (Final)     |
|         | Mariah Yohana         | Salva     |                       | Salva                 | Salva                 | Finalistas (Final)    |
|         | Neto Junqueira        |           | Salvo                 | Salvo                 | Salvo                 | Finalistas (Final)    |
|         | Talita Cipriano       | Salva     |                       | Salva                 | Salva                 | Finalistas (Final)    |
|         | Fabiana Moneró        | Salva     |                       | Salva                 | Eliminada             | Eliminados (Semana 4) |
|         | Livia Bernade         |           | Salva                 | Salva                 | Eliminada             | Eliminados (Semana 4) |
|         | Luis Henrique Schultz |           | Salvo                 | Salvo                 | Eliminado             | Eliminados (Semana 4) |
|         | Pedro Sousa           |           | Salvo                 | Salvo                 | Eliminado             | Eliminados (Semana 4) |
|         | Ranna Andrade         |           | Salva                 | Salva                 | Eliminada             | Eliminados (Semana 4) |
|         | Augusto Michel        | Salvo     |                       | Eliminado             | Eliminados (Semana 3) | Eliminados (Semana 3) |
|         | Fernanda Ouro         | Salva     |                       | Eliminada             | Eliminados (Semana 3) | Eliminados (Semana 3) |
|         | Maiara Morena         |           | Salva                 | Eliminada             | Eliminados (Semana 3) | Eliminados (Semana 3) |
|         | Amanda Carregaro      |           | Eliminada             | Eliminados (Semana 2) | Eliminados (Semana 2) | Eliminados (Semana 2) |
|         | Giovanna Alvarenga    |           | Eliminada             | Eliminados (Semana 2) | Eliminados (Semana 2) | Eliminados (Semana 2) |
|         | Gustavo Dezani        |           | Eliminado             | Eliminados (Semana 2) | Eliminados (Semana 2) | Eliminados (Semana 2) |
|         | Luan Gabriel          |           | Eliminado             | Eliminados (Semana 2) | Eliminados (Semana 2) | Eliminados (Semana 2) |
|         | Maria Clara & Mariana |           | Eliminadas            | Eliminados (Semana 2) | Eliminados (Semana 2) | Eliminados (Semana 2) |
|         | Yasmim Giacomini      |           | Eliminada             | Eliminados (Semana 2) | Eliminados (Semana 2) | Eliminados (Semana 2) |
|         | Daniel Arthur         | Eliminado | Eliminados (Semana 1) | Eliminados (Semana 1) | Eliminados (Semana 1) | Eliminados (Semana 1) |
|         | Felipe Gaspar         | Eliminado | Eliminados (Semana 1) | Eliminados (Semana 1) | Eliminados (Semana 1) | Eliminados (Semana 1) |
|         | Felipe Machado        | Eliminado | Eliminados (Semana 1) | Eliminados (Semana 1) | Eliminados (Semana 1) | Eliminados (Semana 1) |
|         | Jennifer Campos       | Eliminada | Eliminados (Semana 1) | Eliminados (Semana 1) | Eliminados (Semana 1) | Eliminados (Semana 1) |
|         | Rebeca Marques        | Eliminada | Eliminados (Semana 1) | Eliminados (Semana 1) | Eliminados (Semana 1) | Eliminados (Semana 1) |
|         | Victor Hugo           | Eliminado | Eliminados (Semana 1) | Eliminados (Semana 1) | Eliminados (Semana 1) | Eliminados (Semana 1) |

## Times
Legenda
     – Vencedor(a)
     – Finalista
     – Eliminado(a) na semifinal
     – Eliminado(a) nas quartas de final ao vivo
     – Eliminado(a) nas oitavas de final ao vivo
     – Eliminado(a) na rodada de batalhas
| Carlinhos Brown   |                 |                        |                       |
| Mariah Yohana     | Talita Cipriano | Ranna Andrade          | Maiara Morena         |
| Daniel Arthur     | Felipe Machado  | Giovanna Alvarenga     | Maria Clara & Mariana |
| Alane Freitas     | Ana Vitória     | Arthur Rodrigues       | Claudia Zanetti       |
| Gio Ventura       | Giovanna Khair  | Guilherme Porto        | Isadora Emer          |
| Larissa & Isabela | Matheus Loubet  | Nicolas Silva          | Poliana Guaratuba     |
| Sabrina Santos    | Sofia Cordeiro  | Valentina Roman        | Vivian Passos         |
| Simone & Simaria  |                 |                        |                       |
| Eduarda Brasil    | Livia Bernarde  | Luis Henrique Schultz  | Augusto Michel        |
| Felipe Gaspar     | Gustavo Dezani  | Jennifer Campos        | Luan Gabriel          |
| Alerrandro Costa  | Ana Julia       | Arthur Guilherme Secco | Eduarda Back          |
| Guga Lima         | Jhony Wlad      | João Manoel            | Kayro Oliveira        |
| Lorena Fiori      | Lorenzo Fortes  | Lúcia Muniz            | Matheus Laurindo      |
| Nati Limma        | Rayane Lima     | Victor Hugo Dias       | Victória Andrade      |
| Claudia Leitte    |                 |                        |                       |
| Neto Junqueira    | Fabiana Moneró  | Pedro Sousa            | Fernanda Ouro         |
| Amanda Carregaro  | Rebeca Marques  | Victor Hugo            | Yasmin Giacomini      |
| Bia Rosa          | Dudu Marodin    | Gabriel Ciríaco        | Guilherme Martinez    |
| Izabela Góis      | João Guilherme  | Julia Costa            | Kaique Bueno          |
| Letícia Alves     | Ludmila Bruck   | Luma Sobral            | Marcos Prata          |
| Mariana Ribeiro   | Mel Chaves      | Morgana                | Nicolle Castro        |

## Audiência
Os dados são providos pelo IBOPE e se referem ao público da Grande São Paulo.
| #  | Episódio                                  | Exibição Original       | Audiência (Média Consolidada) | Fonte  |
| -- | ----------------------------------------- | ----------------------- | ----------------------------- | ------ |
| 1  | Audições às Cegas, Parte 1                | 7 de janeiro de 2018    | 19.7                          | [ 5 ]  |
| 2  | Audições às Cegas, Parte 2                | 14 de janeiro de 2018   | 17.5                          | [ 6 ]  |
| 3  | Audições às Cegas, Parte 3                | 21 de janeiro de 2018   | 18.4                          | [ 7 ]  |
| 4  | Audições às Cegas, Parte 4                | 28 de janeiro de 2018   | 18.4                          | [ 8 ]  |
| 5  | Audições às Cegas, Parte 5                | 4 de fevereiro de 2018  | 19.5                          | [ 9 ]  |
| 6  | Audições às Cegas, Parte 6                | 11 de fevereiro de 2018 | 18.8                          | [ 10 ] |
| 7  | Batalhas, Parte 1                         | 18 de fevereiro de 2018 | 21.1                          | [ 11 ] |
| 8  | Batalhas, Parte 2                         | 25 de fevereiro de 2018 | 19.2                          | [ 12 ] |
| 9  | Batalhas, Parte 3                         | 4 de março de 2018      | 18.7                          | [ 13 ] |
| 10 | Shows ao vivo - Oitavas de Final, Parte 1 | 11 de março de 2018     | 18.0                          | [ 14 ] |
| 11 | Shows ao vivo - Oitavas de Final, Parte 2 | 18 de março de 2018     | 15.7                          | [ 15 ] |
| 12 | Shows ao vivo, Quartas de Final           | 25 de março de 2018     | 15.7                          | [ 16 ] |
| 13 | Shows ao vivo, Semifinal                  | 1 de abril de 2018      | 16.0                          | [ 17 ] |
| 14 | Shows ao vivo, Final                      | 8 de abril de 2018      | 17.9                          | [ 18 ] |

- Em 2018, cada ponto representa 71,8 mil domicílios ou 201,1 mil pessoas na Grande São Paulo.